# 日立ドキュメントソリューションズ
株式会社日立ドキュメントソリューションズは、東京都江東区に本社を置き、主として文書管理・広告等に関するソリューションを提供する事業を行う日本の企業。日立製作所の完全子会社。
2013年、日立インターメディックス株式会社が株式会社日立アイシーシーを吸収合併し、現在の商号に変更した。

## 沿革

### 日立インターメディックス
- 1955年 - 株式会社日立製作所より独立し、株式会社日立印刷所を設立
- 1970年 - 株式会社明和印刷所を吸収合併し、会社名を日立印刷株式会社に変更
- 1998年 - 株式会社エィチピーサービス設立
- 2001年 - 会社名を日立インターメディックス株式会社に変更
- 2005年 - 株式会社日和を吸収合併
- 2009年 - 株式会社日立ハイプランを吸収合併

### 日立アイシーシー
- 1972年 - 日立エンジニアリング株式会社より独立し、茨城コピー株式会社を設立
- 1987年 - 本社を茨城県日立市東大沼町四丁目1番3号に移転
- 1988年 - 会社名を株式会社アイシーシーに変更
- 1999年 - 株式会社ヘックアイティを吸収合併
- 2008年 - 会社名を株式会社日立アイシーシーに変更
- 2011年 - 株式会社日立情映テックから印刷・図面管理業務を事業移管を受ける

### 日立ドキュメントソリューションズ
- 2013年10月1日 - 日立インターメディックス株式会社が株式会社日立アイシーシーを吸収合併し、株式会社日立ドキュメントソリューションズに商号変更。
- 2015年1月13日 - 本社を東京都江東区の現在地に移転

## 主要事業所
- 本社：東京都江東区東陽六丁目3番2号 イースト21タワー
- 茨城統括事業所：茨城県日立市東大沼町四丁目1番3号
- 坂戸事業所：埼玉県坂戸市千代田五丁目5番8号
- 所沢物流センタ：埼玉県所沢市下富735番1号

## 関連会社
- 株式会社日立ドキュメントプリンティング（2014年4月1日、株式会社エィチピーサービスから商号変更）